# Rule (Texas)
Rule è un comune (town) degli Stati Uniti d'America della contea di Haskell nello Stato del Texas. La popolazione era di 636 abitanti al censimento del 2010.

## Geografia fisica
Secondo lo United States Census Bureau, la città ha una superficie totale di 1,81 km², dei quali 1,81 km² di territorio e 0 km² di acque interne (0% del totale).

## Società

### Evoluzione demografica
Secondo il censimento del 2010, la popolazione era di 636 abitanti.

### Etnie e minoranze straniere
Secondo il censimento del 2010, la composizione etnica della città era formata dall'84,28% di bianchi, il 2,36% di afroamericani, lo 0% di nativi americani, lo 0,31% di asiatici, lo 0% di oceanici, il 10,69% di altre razze, e il 2,36% di due o più etnie. Ispanici o latinos di qualunque razza erano il 26,1% della popolazione.